# Tom Steels
Tom Steels (Sint-Gillis-Waas, 2 settembre 1971) è un dirigente sportivo ed ex ciclista su strada belga. Velocista, professionista dal 1994 al 2008, vinse nove tappe al Tour de France e due alla Vuelta a España, oltre a quattro titoli nazionali in linea e due Gand-Wevelgem. Dal 2011 è direttore sportivo del team Soudal Quick-Step.

## Carriera
Passato professionista nel 1994 e trasferitosi alla Mapei nel 1996, Steels fu, sul finire degli anni novanta, uno fra i più forti velocisti internazionali, rivaleggiando nelle volate tra gli altri con Mario Cipollini, Erik Zabel, Ján Svorada e Jaan Kirsipuu. Nelle corse a tappe ottenne nove successi al Tour de France, quattro dei quali nell'edizione 1998 e tre l'anno dopo, e due alla Vuelta a España, nell'edizione 1996; colse vittorie anche in altre importanti gare a tappe quali Parigi-Nizza, Giro di Svizzera, Giro di Germania e Giro di Catalogna.
Attivo anche nelle gare in linea, fu per quattro volte campione belga in linea, nel 1997, 1998, 2002 e 2004; si aggiudicò inoltre due edizioni della Gand-Wevelgem, nel 1996 e nel 1999, ma anche una Omloop Het Volk e una Dwars door België. Negli ultimi anni intraprese una parabola discendente che lo portò a cogliere vittorie in corse di secondo piano, complice anche l'età piuttosto avanzata per un velocista; si ritirò dall'attività a metà stagione 2008. In quindici stagioni da professionista vinse 76 corse su strada.
Dal 2011 ricopre l'incarico di direttore sportivo nella squadra professionistica belga Quick-Step (noto dal 2023 come Soudal), affiancando il manager Patrick Lefevere.

## Palmarès
- 1994

tappa Tour de l'Avenir
Gran Premio Zele
- 1995

Grote Prijs Hoboken
6ª tappa Classic Virginia (Kmart)
Memorial Rik Van Steenbergen
Gran Premio Pattonjeland
4ª tappa Giro dei Paesi Bassi (Venlo)
Nationale Sluitingsprijs
- 1996

2ª tappa Giro del Mediterraneo Berre-les-Alpes
Omloop Het Volk
Gand-Wevelgem
De Kustpijl
5ª tappa Giro di Galizia (Cambre)
4ª tappa Vuelta a España (Murcia)
22ª tappa Vuelta a España (Madrid)
- 1997

Trofeo Calvià
2ª tappa Parigi-Nizza (Bourges)
3ª tappa Parigi-Nizza (Montluçon)
5ª tappa Parigi-Nizza (Vénissieux)
8ª tappa Parigi-Nizza (Nizza)
2ª tappa Giro del Lussemburgo (Bertrange)
7ª tappa Giro di Svizzera (Zugo)
3ª tappa Tour de Wallonie (Frameries)
4ª tappa Tour de Wallonie (Les Herlaimonts)
Schaal Sels (Merksem)
Campionati belgi, Prova in linea
- 1998

Trofeo Calvià
Trofeo Inca
2ª tappa Ruta del Sol (Malaga)
5ª tappa Ruta del Sol (Granada)
3ª tappa Parigi-Nizza (Nevers)
4ª tappa Parigi-Nizza (Vichy)
Dwars door België
Campionati belgi, Prova in linea
1ª tappa Tour de France (Dublino)
12ª tappa Tour de France (Cap d'Agde)
18ª tappa Tour de France (Neuchâtel)
21ª tappa Tour de France (Parigi)
Grand Prix Merelbeke
- 1999

1ª tappa Ruta del Sol (Almería)
5ª tappa Ruta del Sol (Granada)
8ª tappa Parigi-Nizza (Nizza)
1ª tappa Tre Giorni di La Panne (Zottegem)
Gand-Wevelgem
2ª tappa Tour de France (Saint-Nazaire)
3ª tappa Tour de France (Laval)
17ª tappa Tour de France (Bourdeaux)
- 2000

4ª tappa Giro del Mediterraneo (La Seyne-sur-Mer)
8ª tappa Parigi-Nizza (Nizza)
2ª tappa Tre Giorni di La Panne (Koksijde)
2ª tappa Tour de France (Loudun)
3ª tappa Tour de France (Nantes)
2ª tappa Tour de Wallonie (Amay)
6ª tappa Tour de Wallonie (Charleroi)
- 2001

1ª tappa Giro di Germania (Hannover)
1ª tappa, 2ª semitappa Giro di Svezia (Eskilstuna)
2ª tappa Giro di Svezia (Motala)
- 2002

6ª tappa Quattro Giorni di Dunkerque (Dunkerque)
6ª tappa Giro di Catalogna (Montcada i Reixac)
Campionati belgi, Prova in linea
- 2003

3ª tappa Étoile de Bessèges (Fumades)
1ª tappa Giro del Belgio (Ostenda)
7ª tappa Giro d'Austria (Vienna)
- 2004

1ª tappa Étoile de Bessèges (Marsiglia)
2ª tappa Giro del Lussemburgo (Leudelange)
1ª tappa Giro d'Austria (Salisburgo)
3ª tappa Giro d'Austria (Bad Hofgastein) Giro d'Austria
Campionati belgi, Prova in linea
- 2005

2ª tappa Étoile de Bessèges (Nîmes > Saint-Ambroix)
4ª tappa Étoile de Bessèges (Allègre-les-Fumades > Allègre-les-Fumades)
2ª tappa Volta ao Algarve (Vila Real de Santo António > Portimão)
3ª tappa Tre Giorni di La Panne (La Panne > La Panne)

## Piazzamenti

### Grandi Giri
- Giro d'Italia

2005: ritirato (18ª tappa)
- Tour de France

1997: ritirato
1998: 85º
1999: 104º
2000: ritirato
2001: ritirato
2002: ritirato
- Vuelta a España

1996: 86º
2005: ritirato

### Classiche monumento
- Milano-Sanremo

1997: 39º
- Giro delle Fiandre

2000: 83º
2002: 103º
- Parigi-Roubaix

1997: 66º
1998: 24º
1999: 3º
2000: 21º

### Competizioni mondiali
- Campionati del mondo

Valkenburg 1998 - In linea Elite: ritirato
Zolder 2002 - In linea Elite: 22º

## Riconoscimenti
- Sprint d'Or nel 1998
- Kristallen Fiets del giornale Het Laatste Nieuws nel 1998